# Heinrich Germer (Komponist)
Heinrich Germer (* 30. Dezember 1837 in Sommersdorf; † 4. Januar 1913 in Niederlößnitz) war ein deutscher Musikwissenschaftler und Musikpädagoge.

## Leben und Karriere
Germer erhielt seine Ausbildung auf dem Lehrerseminar zu Halberstadt und an der Kompositionsschule der Berliner königlichen Akademie. Danach war er zwei Jahre Musiklehrer bei einer polnischen Adelsfamilie in Pawlowice. Ab 1863 war er in Dresden tätig und gründete 1884 den Dresdner Musikpädagogischen Verein. Ab 1897 lebte er in Niederlößnitz, wo er am 4. Januar 1913 als Eigentümer der Villa Josephine (Grenzstraße 21, heute Heinrich-Zille-Straße 68) verstarb.
Germer machte sich durch kleinere pädagogische Schriften, eigene Etüden und instruktive akademische Ausgaben klassischer Klavierwerke bekannt. Unter den Klavierpädagogen des 19. Jahrhunderts nahm er eine herausragende Stellung u. a. mit seinem Hauptwerk für Methodik des Klavierunterrichts Technik des Klavier-Spiels, op. 28 ein. Bis heute finden insbesondere Carl Czernys Studienwerke in Auswahl und Bearbeitung von Heinrich Germer von 1888 in der klassischen Klavierausbildung Anwendung.

## Schriften
- Aufgabe des Klavierunterrichts. Unvollständige Kopie der Vorlage: Danowski, Zürich 2009.
- Wie spielt man Klavier? Fünf didaktische Abhandlungen über Tonbildung, Accentuation, Dynamik, Tempo und Vortrag. Leede, Leipzig [1881].